# خشایارشا
خَشایارشای یکم (پارسی باستان: 𐎧𐏁𐎹𐎠𐎼𐏁𐎠؛ تلفظ: خْشَیارشا) مشهور به خَشایارشای بزرگ پسر داریوش بزرگ و ملکه آتوسا، دختر کوروش بزرگ، پنجمین شاهنشاه هخامنشی در میانه سال‌های ۴۸۵ تا ۴۶۵ پ.م. است.
داریوش بزرگ پسران بسیاری داشت و بزرگ‌ترین آن‌ها اَرته‌بَرزَن بود، با این وجود داریوش بزرگ، بزرگ‌ترین فرزندش از آتوسا، یعنی خشایارشا را به جانشینی برگزید. خشایارشا در سال ۴۸۶ پ. م در سن ۳۴ سالگی و پس از مرگ پدرش به پادشاهی رسید. او بر کشوری فرمان می‌راند که پرجمعیت‌ترین شاهنشاهی تاریخ جهان را دارا بوده و ۴۲ درصد از جمعیت کل جهان در این محدوده زندگی می‌کردند.

## نام‌شناسی
نام خشایارشا از دو بخش خشای به معنای «فرمان‌روا» و آرشا به‌معنای «قهرمان، مرد» پدید آمده است. معنای این نام می‌تواند «کسی که در میان شاهان پهلوان است» یا فرمانروای قهرمانان باشد. خشایار (اگزرسس) یعنی آنکه در راستی فرمانروایی می‌کند و هنگامی که خشایارشا به سمت ولایتعهدی گمارده شد، این لقب را بر او نهادند.
|                         |    |       |   |    |    |   |
| \| \| \| \| \| \| \| \| |    |       |   |    |    |   |
|                         |    |       |   |    |    |   |
| xA                      | SA | i · i | A | rw | SA | A |

| xA | SA | i · i | A | rw | SA | A |

|                         |    |       |   |    |    |   |
| \| \| \| \| \| \| \| \| |    |       |   |    |    |   |
|                         |    |       |   |    |    |   |
| xA                      | SA | i · i | A | rw | SA | A |

| xA | SA | i · i | A | rw | SA | A |

|                         |    |       |   |    |    |   |
| \| \| \| \| \| \| \| \| |    |       |   |    |    |   |
|                         |    |       |   |    |    |   |
| xA                      | SA | i · i | A | rw | SA | A |

| xA | SA | i · i | A | rw | SA | A |

|                         |    |       |   |    |    |   |
| \| \| \| \| \| \| \| \| |    |       |   |    |    |   |
|                         |    |       |   |    |    |   |
| xA                      | SA | i · i | A | rw | SA | A |

| xA | SA | i · i | A | rw | SA | A |

ابوریحان بیرونی در آثارالباقیه نام خشایارشای بزرگ را نیز به صورت «اخشورش» و «خسرو الأول» (با توجه به اینکه بخش نخست نام «خشایارشا» یعنی «خشای» معنای «فرمان‌روا» را می‌دهد و به عربی «خسرو» می‌شود) ضبط کرده است.

## منبع‌شناسی برای زندگانی خشایارشا
نوشته‌های هرودوت از بن‌مایه‌های زندگانی خشایارشا است. نوشته‌های هرودوت ۹ پوشینه (جلد) است و هر پوشینه را ویژهٔ یکی از خدایان تاریخ، (خنیاگری، کمدی (طنز)، سوگ، پایکوبی، چکامه، ستارگان و گفتار) ساخته است. بن‌مایه‌های هرودت برای نگارش کتاب‌هایش نوشته‌های گاه‌نگاران و گزارش‌های گفتاری و رویدادهایی را که خود به چشم دیده هستند. از گاه‌نگارانی که از نوشته‌هایشان وام گرفته می‌توان هکاته را نام برد؛ ولی مهم‌ترین بن‌مایه‌هایش، خودش و بازگفت‌هایی هستند که راسته یا ناراسته از دیگران شنیده است. به‌راستی هر جا که هرودوت بازگوی گزارش‌های آگاهانه و درست بوده، نوشته‌هایش نیز با یافته‌های تازه و دپه‌های (سندهای) باستان‌شناسی هماهنگ است. با این همه، گرچه هرودوت امانت داشته و دادمند بوده، داده‌هایش از غرض‌ورزی تاریخ‌گزارانی که او بازگوکننده‌شان است تهی نیست. همچنین گرچه هرودوت به بن‌مایه‌های پرشماری دسترسی داشته، تنها بن‌مایه‌هایی را که از نگر او راست‌تر می‌نموده یاد کرده است؛ بنابراین باور کورکورانه به برداشت‌های تاریخی هرودت شایسته نیست.
گاه‌نگاران امروزی بر این باورند که هرودوت همواره پرسمان‌های برجسته تاریخی را با افسانه‌پردازی آمیخته است. هرودوت زمان کودکی و بالندگی کوروش بزرگ را بر پایهٔ افسانه‌های (عامیانه) و ناراستینه بازمی‌گوید. دربارهٔ زندگی کوروش او سه بازگفت دارد: از آگاهان پارسی، ژوستین و نیکلای دمشقی برگرفته از کتزیاس. ولی همهٔ این بازگفت‌ها بی‌گمان زاییده خواسته‌های سیاسی و تبلیغی است. در جای دیگر، هرودوت به نخستین آشنایی پارسیان با یونان، از راه پزشک دربار داریوش، دموکدس، می‌پردازد؛ ولی این بازگفت نیز با افسانه‌هایی ناهمساز با نگاه تاریخ‌نگاران امروزین درآمیخته است. افزون بر این هرودوت بارها گاهدادها (تاریخ روی‌دادها) و زمان‌بندی‌ها را درست یاد نکرده است.
وقایع‌نگاران تاریخ هخامنشیان نیز گاه چنین غرض‌ورزی‌هایی را برای هرودت برشمرده‌اند. برای نمونه، برداشت‌ها و اندریافت‌های هرودوت از سرآغاز هخامنشیان درست نیست. او بر پایهٔ رویدادها و شنیده‌هایش، کشورگشایی‌های کوروش بزرگ را شبیخون‌های چادرنشینانی برای چپاول و دستبرد به سرزمین‌های دیگر یاد می‌کند. همچنین پیروزی بر مادها را از سر بخت‌یاری و برآمده از دشمن‌یاری‌های (خیانت) پیرامونیان آستیاگ دانسته است. گواه‌های تاریخی بسیاری نشان از نادرستی برخی از گزارش‌های هرودت دارد. برای نمونه، دپه‌های بابلی و گزارش‌های گزنفون. گزنفون به‌سازی‌های جنگی و لشکری گسترده‌ای را برای پارس‌ها برمی‌شمرد: ساماندهی فرماندهی سپاه بر پایه سازمان ده‌هزار تنی، سازوبرگ دادن به نیروی سواره و ارابه‌سواران. با چنین سازمان‌دهی جنگی نمی‌توان دیدگاه هرودوت را در زمینهٔ پیروزی کوروش بر مادها و چادرنشین بودن پارس‌ها پذیرفت. با این همه شگفتا که بسیاری بر هرودوت به انگ هوادارای از خاوریان و از آسیایی‌ها (بربرها) بر وی تاخته‌اند، چه در روزگار باستان و چه در روزگار نوین. گروهی وی را افسانه‌پرداز و داستان‌ساز خوانده‌اند، از این میان پلوتارک، گاه‌نگار سدهٔ نخست میلادی، کتابی با نام غرض‌ورزی هرودوت نوشته است.

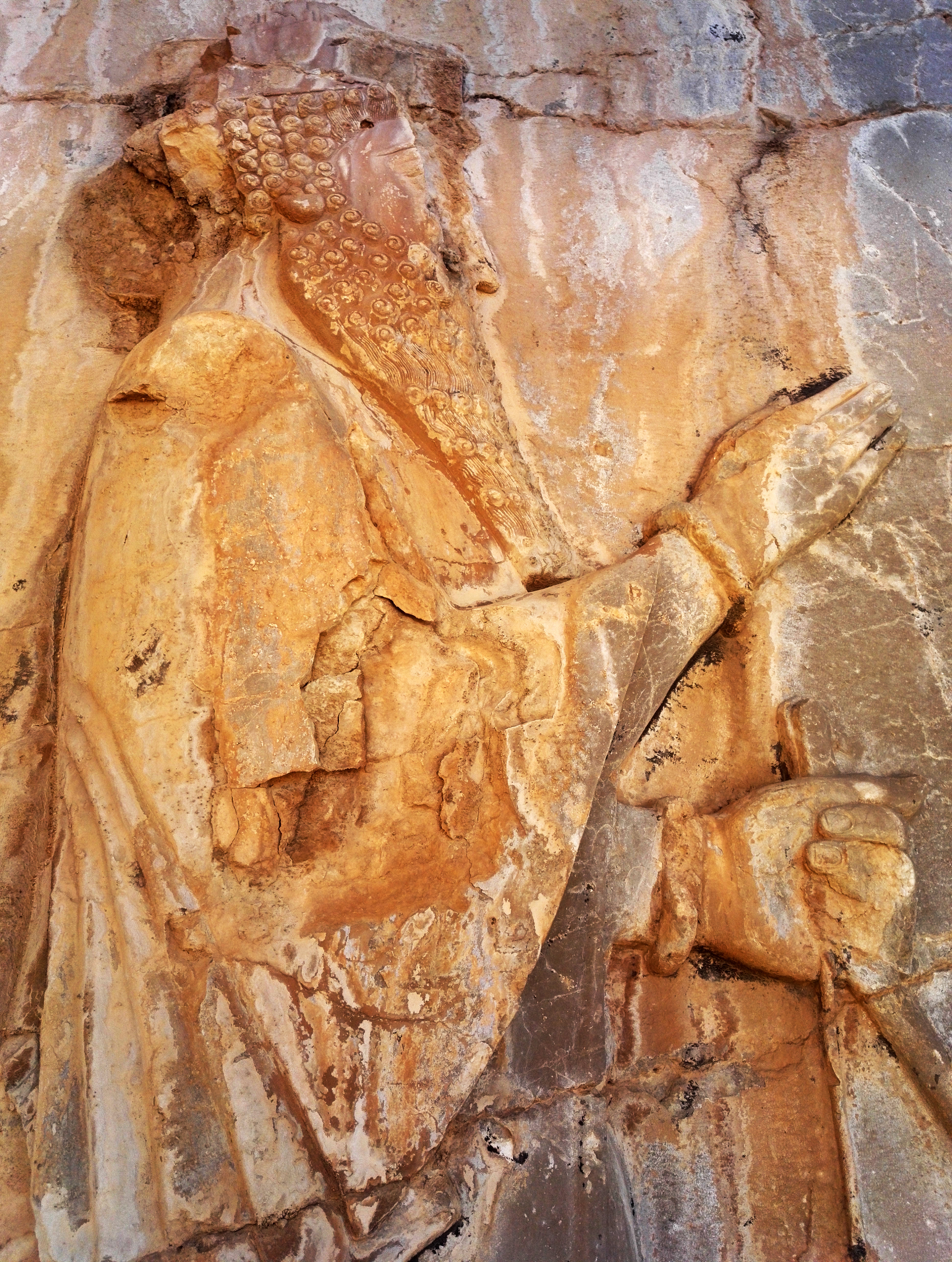
سنگ‌نگارهٔ خشایارشا بر فراز آرامگاه شاهی در نقش رستم.

| تاریخ    | رویداد |
| -------- | --- |
| ۴۸۶ پ. م | پس از مرگ داریوش، فرزندش خشایارشای یکم بر تخت شاهی نشست.                                                                                                 |
| ۴۸۵ پ. م | خشایارشا شورش مصر را سرکوب کرد و برادرش هخامنش را بر استان‌داری (ساتراپی) مصر گمارد.                                                                      |
| ۴۸۴ پ. م | خشایارشا در سرکوب شورش بابل، سنگربندی‌های پدافندی آنجا و تندیس خدای مردوخ را ویران کرد.                                                                   |
| ۴۸۰ پ. م | ارتش هخامنشی به یونان یورش برد و در شهر آتن رژه رفت ولی ناوگان دریایی هخامنشی در نبرد سالامیس شکست خورد و سرانجام یورش‌های ایران در این سال پایان پذیرفت. |
| ۴۷۹ پ. م | در جنگ پلاته ایران از یونان شکست خورد. |
| ۴۶۵ پ. م | فرمانده محافظان شاهی (گارد جاویدان) خشایارشا به نام اردوان، خشایارشا را به قتل رساند.                                                                    |
| ۴۶۵ پ. م | اردشیر یکم پس از کشته شدن پدرش خشایارشا و برادرش داریوش، که جانشین بود، بر تخت شاهی نشست.                                                                |

## خشایارشا در عهد عتیق
عهد عتیق از کتاب‌های مقدس یهودیان است. کتاب استر پنجمین بخش از تنخ یا همان عهد عتیق است. کتاب استر به ملکه شدن دختری یهودی به نام استر می‌پردازد. همانا استر همسر یهودی اخشورش، پادشاه پارس است و بسیاری اخشورش را همان خشایارشا می‌دانند. استر جایگزین ملکه وَشتی شده است تا یهودیان در ایران را از برنامه‌های هامان برهاند. هامان وزیر اخشورش فرمان کشتار یهودیان را داده است و استر می‌کوشد تا از کشتار یهودیان پیشگیری کند. تلاش او با شکستن فرمان کشتار یهودیان به بار می‌نشیند. هم‌چنین‌هامان به دار آویخته می‌شود (هر ساله جشن پوریم به یادآوری این رهایی برگزار می‌شود).

### دیدگاه‌های نادرستی کتاب استر
بسیاری از پژوهندگان، داستان استر را برگرفته از افسانه‌های آشوری می‌دانند. این داستان تنها در بن‌مایه‌های یهودی آمده است و نشانی از آن در گفته تاریخ‌نگاران یونانی و نشانه‌های به جا مانده از هخامنشیان نیست. همچنین برخی از تاریخ‌نویسان یونانی اصرار دارند که خشایارشا تنها یک ملکه به نام آماستری داشته است. آماستری به سال پیری رسیده و از این رو جایگزینی ملکه در زمان خشایارشا رخ نداده است. افزون بر این، نام همسر خشایارشا به گواه هرودوت، آماستری (آماستری) دختر اتانس (هوتن) بوده ولی هیچ نشانی از وشتی یا استر در تاریخ هرودوت نیست. همچنین، در کتاب استر اخشورش (خشایارشا) بر بیش از ۱۲۷ استان از هند تا حبشه فرمان می‌راند و باج بر زمین و کرانهٔ دریا می‌نهد؛ اما هیچ سخنی از یورش ناکام به یونان و گسترش پارسه نشده است. پافشاری نویسنده کتاب استر بر ۱۲۷ استان شاهنشاهی ایران با حقیقت تاریخی بیست شهربانی ناسازگار است. همچنین، بیش‌تر نام‌هایی که در این کتاب آمده، نام‌هایی سامی و عبری (مانندهامان) و نه ایرانی‌اند. این ناسازگاری‌ها گویا از روی ناآگاهی نویسنده از تاریخ ایران بوده است. به گفته مک‌کولوگ شاید اندکی راستی در پشت داستان استر باشد ولی کتاب در شکل کنونی‌اش دارای اشتباهات و دوگانگی‌هایی است. از این روی، باید کتاب را افسانه‌ای تاریخی و نه گزارشی تاریخی برشمرد. مهم‌ترین دلیلی که پژوهشگران بر بی‌پشتوانگی گزارش کتاب استر دربارهٔ همسری خشایارشا به آن استناد می‌کنند، این گفتهٔ هرودوت (۷٫۶۱) است که ملکه خشایارشا آماستری بود نه وَشتیِ کتاب استر (استر، ۹:۱). آماستری زنی بی‌اندازه نیرومند، کینه‌توز و با نفوذ بود. داستان واکنشش به دل باختن خشایارشا به دختری دیگر این کینه‌جویی‌اش را به خوبی نشان می‌دهد. دل‌باختگی خشایارشا در زمان اقامت او در سارد هنگام لشکرکشی به یونان روی داد. خشایارشا نخست دلدادهٔ زن برادر خود ماسیست شد (غرض‌ورزی نویسنده مشخص است)؛ اما چون از او پاسخ نه شنید با دختر او آرتائونته نرد دل باخت (غرض‌ورزی نویسنده مشخص است). پادشاه به این زن جامه‌ای را بخشید که آماستری بافته بود. آماستری از این دلباختگی آگاه و سخت خشمگین شد. رسوم باستانی این بود که شاه هر درخواستی را که در یک مهمانی پادشاهی از او می‌شد برآورده می‌کرد؛ از این رو، آماستری تا جشن زادروز شاه دست نگه داشت تا کینه‌اش را در این مهمانی بروز دهد. آماستری نیز درخواست کشتن مادر آرتائونته را کرد. خشایارشا نیز ناگزیر به خواستهٔ همسرش گردن نهاد. آماستری دستور داد تا مادر آرتائونته را تکه‌تکه کنند (غرض‌ورزی نویسنده مشخص است).
با این همه، برخی از پژوهندگان هماهنگی‌هایی را میان اشونسک استر و گزارش‌های تاریخی می‌یابند. از این میان استافورد رایت و ویلیام شِی می‌گویند که با پذیرفتن برخی ویرایش‌ها می‌توان وَشتی را با آماستری یکی دانست. شِی می‌کوشد تا نشان دهد که هماهنگی‌هایی میان کتاب استر و گزارش‌های تاریخی هست و آن را با رد دیدگاه‌های دیگران در نادرستی کتاب فوق همراه می‌سازد. از این میان، از دلیل‌هایی که برای نادرست بودن کتاب استر می‌آورند آن است که چون که آماستری / وَشتی پس از دست یافتن پسرش اردشیر یکم به تاج‌وتخت در سال ۴۶۴ پ. م، فرمان و خواست خود را می‌رانده، استر نمی‌توانسته ملکه شود. شِی در این باره یک گاه‌نگاری ساخته تا نشان دهد می‌توان این دلیل را رد کرد. در گاه‌نامه او شکافی در رویدادهای کتاب استر میان سال سوم (استر، ۳:۱) و سال هفتم (استر، ۱۶:۲) هست. این شکاف درست هماهنگ است با نبود خشایارشا به دلیل لشکرکشی‌اش به یونان از سال ۴۸۰ تا ۴۷۹ پ.م. او می‌گوید: «در اصل هرودوت روایت خود دربارهٔ سلطنت خشایارشا در این برهه را (سال ۴۷۹ پ. م) پس از شرح آن رویدادهایی به پایان می‌رساند که در سال هفتم سلطنت متعاقب بازگشت شاه از لشکرکشی یونان اتفاق افتادند؛ بنابراین، این گفته که آماستری بین سال‌های هفتم تا دوازدهم سلطنت ملکهٔ خشایارشا بوده، اغراق‌آمیز است، چرا که ما تا زمانی که پسرش اردشیر یکم بر تخت پادشاهی ایران نشست هیچ آگاهی دیگری از او نداریم. با توجه به سکوت منابع، هیچ مدرک مشخصی وجود ندارد که نشان دهد آیا آماستری از سال هفتم سلطنت خشایارشا تا پایان سلطنت او همسر اصلی اش به‌شمار می‌رفته یا نه.». از سوی دیگر، کتاب تنها کاسته‌شدن جایگاه وَشتی را در پرده‌سرا می‌گزارد و نه کشته شدن یا جدایی‌اش از پادشاه. شِی می‌گوید که اگر کنش سنگ‌دلانهٔ آماستری / وَشتی درست باشد و پس از بازگشت خشایارشا از باختر در شوش رخ داده باشد، شاه انگیزهٔ بیشتری در انتخاب همسری دیگر داشته است.
از دیگر گواه‌هایی که به درستی استر می‌آورند، سخن کلاینز دربارهٔ زمان پیری آماستری است. او برداشت رایت از سرنگونی و همراهی (آماستری/ وشتی) را نادرست می‌انگارد. رایت می‌گوید: «دشواری دیدگاه رایت این است که (آماستری/ وشتی) که در استر در سال سوم پادشاهی خشایارشا (۴۸۳/۴) سرنگون شد، بر اساس گفتهٔ هرودوت دست کم در بخشی از مبارزهٔ خشایارشا علیه یونان (۴۸۱–۴۷۹ پ. م) همراه اوست.»
او گوید که نباید وَشتی و آماستری را یکی شمرد.
همچنین در رد همراهی آماستری با خشایارشا به گفتهٔ هرودت دست می‌یازد. هرودت می‌گوید که آماستری یک بار به اندازه شمار پسران و دخترانی که در کنار رود اسرومون در تراس به خاک سپرده شده بودند، پارسی به خاک سپرد. برخی چنین برداشت کرده‌اند که این خاک‌سپاری نشان از هم‌راهی آماستری با خشایارشا در لشکرکشی‌ها بوده است؛ ولی شِی می‌گوید که این برداشت درست نیست. هرودوت نمی‌گوید که آماستری همراه خشایارشا بود؛ او به روشنی می‌گوید که این روی‌داد هنگامی که آماستری «رو به پیری» بود رخ داده است.
افزون بر آنچه گفته شد، پژوهندگان هماهنگی‌هایی دیگری نیز میان اشونسک استر و گزارش‌های هرودت می‌یابند. برای نمونه، بر پایهٔ نوشتهٔ آندره باروک و مور اَخشورُش در استر را با آن‌که هرودوت گزارش می‌دهد یکسان می‌دانند. باروک می‌گوید آخشورش که در استر آمده است «به‌طور کامل با خشایارشایی که از طریق هرودوت می‌شناسیم مطابقت دارد.»
مور در این باره می‌گوید: «بیشتر آنچه نویسندهٔ استر دربارهٔ خشایارشا می‌گوید به گونه‌ای نسبتاً دقیق بر آنچه این نویسندهٔ یونان باستان می‌بایست دربارهٔ چنین چیزهایی می‌گفته است، مطابقت دارد.»
از دیگر نمونه‌هایی که اخشورش گزارده شده در کتاب استر یکسان می‌داند نگارهٔ شناخته‌شدهٔ استر در کنیسهٔ دورااروپوس است. این نگاره اخشورش را با شلوار پارتی نشسته بر تخت پادشاهی نشان می‌دهد. دالیا لویت-تاویل می‌گوید: «در نتیجه، نظر ما این است که صحنهٔ نشستن اَخشورُش بر تاج‌وتخت نماد حق‌الهی و مشروع شاه ایران برای پادشاهی است، چنان‌که نقش او به عنوان حامی قانون و عدالت مروج چنین حقی است.»

## فرونشاندن شورش مصر و بابل
خشایارشا پس از نشستن بر تخت با لشکری به سوی مصر رفت و توانست که شورشی را که در آن جا بر پا شده بود فرو بنشاند. او برادر خود هخامنش را ساتراپ (شهربان) مصر کرد و بزرگ‌زادگان و دین‌بران مصر به کارانه و آزادکاری‌های پشین خود باز رسانید. این شورش در سال (۴۸۶ پیش از میلاد) روی داد.

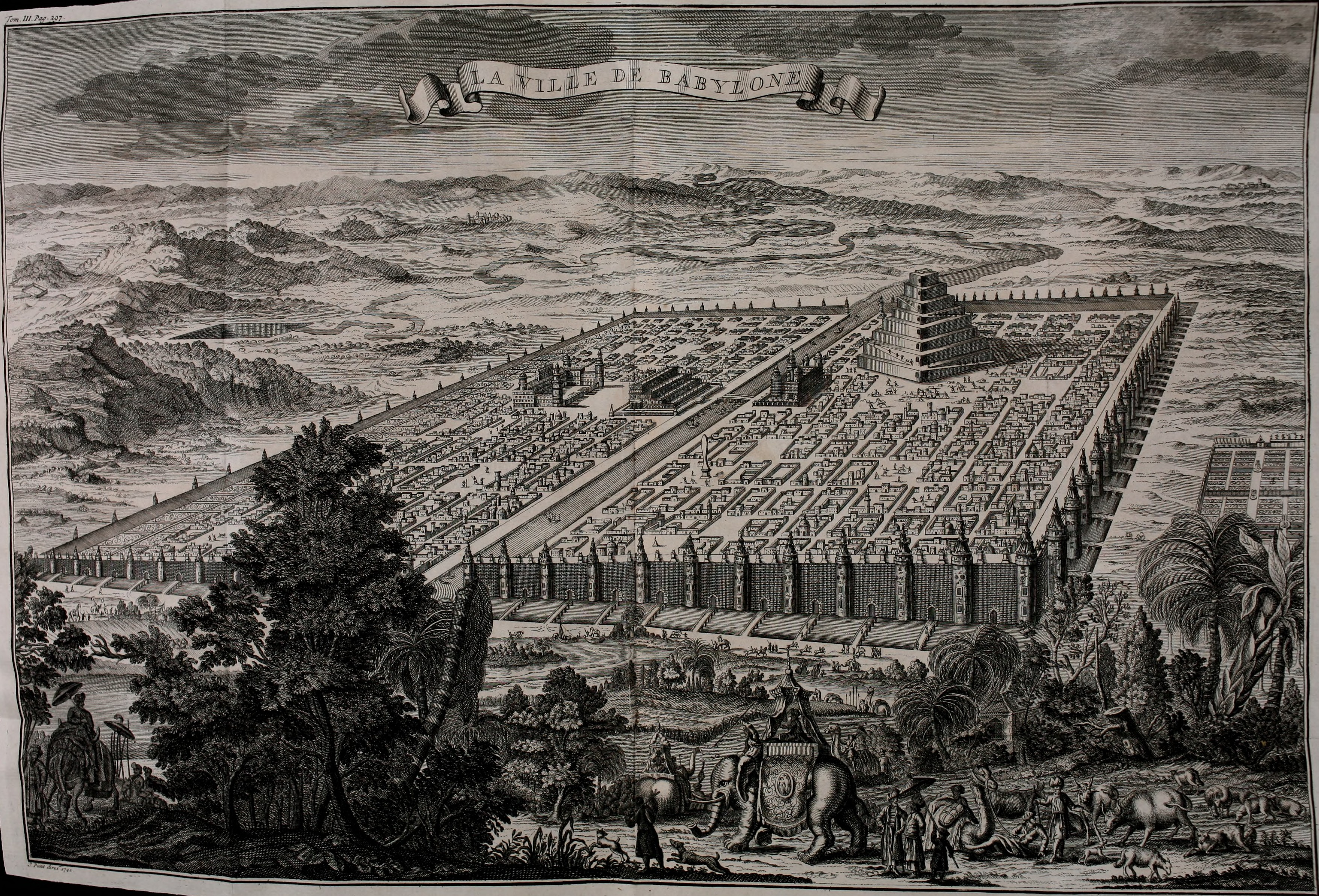
نگاره‌ای خیالی از بابل مربوط به ۱۶۹۰

بابل نیز در همین زمان‌ها سر به نافرمانی برداشت. همانا خشایارشا توانست شورش را فرو بنشاند و زوپیر از سوی ایران شهربان بابل شد؛ ولی پس از چندی شهربان کشته شد و پسرش بغابوخش (مگابیز دوم به نوشته یونانی‌ها) به جای او برگماشته شد. هرودوت در کتاب خود می‌نویسد که به دستور خشایارشا دژ و پرستش‌گاه‌های بابل را رمباندند و خدای بزرگ آنها را به ایران آوردند. این تندیس زرین نزد بابلیان بسیار ارجمند بود و هر پادشاهی باید در آغاز سال بابلی دست آن را می‌گرفت. خشایارشا از شورش بابل آن اندازه آزرد که از آن پس فرنام شاه بابل را از فرنام‌های خود زدود و خود را تنها شاه پارسی‌ها و مادی‌ها خواند. بدین سان بابل با شورش‌های بسیار از پایتختی بی‌بهره شد. در آینده شهرهای دیگری از آن سرزمین چون نیپور، سلوکیه، تیسفون و بغداد پیشرفت کردند. شورش بابل در سال سوم یا چهارم پادشاهی خشایارشا برابر با سال (۴۸۲ یا ۴۸۱ پیش از میلاد) روی داد.
در بابل، زیگورات بزرگ (اته منانکی) و معبد مردوک (اساگیلا) ویران شدند. آریان (۳:۱۶) نوشته است: «اسکندر که وارد بابل شد پیشنهاد کرد اهالی بابل پرستشگاه‌هایی را که خشایارشا ویران کرده بود، از نو بسازند؛ به ویژه پرستشگاه بل که بیش از همهٔ خدایان مورد احترام بابلیان بود.» استرابو (Geography 16:15) نوشته است که اسکندر نتوانست این زیگورات را بازسازی کند.
همه این کارها درست وارونهٔ آن سیاست دلجویانه‌ای بود که کوروش بنیاد نهاده بود. خشایارشا بایست در دوران طولانی اقامت پیش از پادشاهی خود در بابل به خوبی با مذهب بابلیان و آیین آن آشنا شده باشد. او می‌دانست که پیکرهٔ مردوک برای برگزاری مراسم جشن سال نو ضرورت دارد.

## لشکرکشی به یونان و رژه در آتن

زمان و مکان جنگ‌ها میان سپاه ایرانیان و یونانیان.

داریوش بزرگ در واپسین سال‌های زندگانی می‌خواست که برای تاوان‌خواهی از یونانیان برای چپاول و به آتش کشیدن سارد پایتخت لیدیه و همچنین به تاوان شکست سپاه ایران، در نخستین سری جنگ‌های ایران و یونان و نبرد ماراتون، به یونان لشکر بکشد؛ ولی پیش از آن داریوش زندگی را بدرود گفت. پس از او پسرش خشایارشا آهنگ خونخواهی کرد تا کار پدر را به سرانجام برساند. شاید به جز این، آنچه وی را به این اندیشه انداخت، پافشاری مردونیه (داماد داریوش بزرگ و پسر گبریاس) و به ویژه دورشدگان (تبعیدیان) آتنی در پناه دربار بود. در خود آتن هم همانا این خون‌خواهی را پیش‌بینی می‌کردند و تمیستوکل سردار آتن پس از سرگذشت ماراتون، بخش بزرگی از سرمایهٔ آتن را در راه توانمندی نیروی دریایی هزینه کرد.
سرانجام خشایارشا آهنگ جنگ با یونان کرد و بی‌گمان نیرویی را که از پیش دیده نشده بود آماده کرد؛ ولی این نیرو آن اندازه هم که هرودوت می‌داود (داوی می‌کند)، نمی‌توانست ارتشی میلیونی باشد، چرا که چنین شمار سپاه و افزارها اگر هم سازوبرگش برای خشایارشا شدنی بود، آماده کردن افزار و توشهٔ آن در سرزمین‌های تراکیه و مقدونیه انجام‌پذیر نبود. بااین همه، این که هرودوت می‌گوید چهل و هشت تیرهٔ گوناگون درین سپاه بوده‌اند شاید درست باشد. بر پایهٔ گفتهٔ هرودوت خشایارشا در بهار سال ۴۸۰ پیش از میلاد از لیدی به سوی یونان لشکر کشید.

### تنگهٔ داردانل

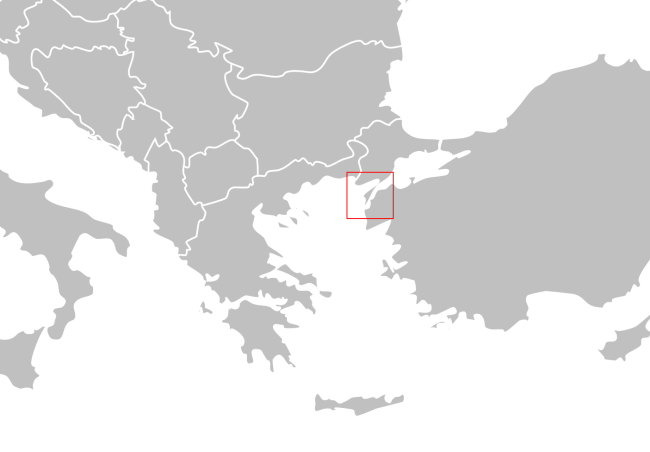
جایگاه تنگهٔ داردانل.

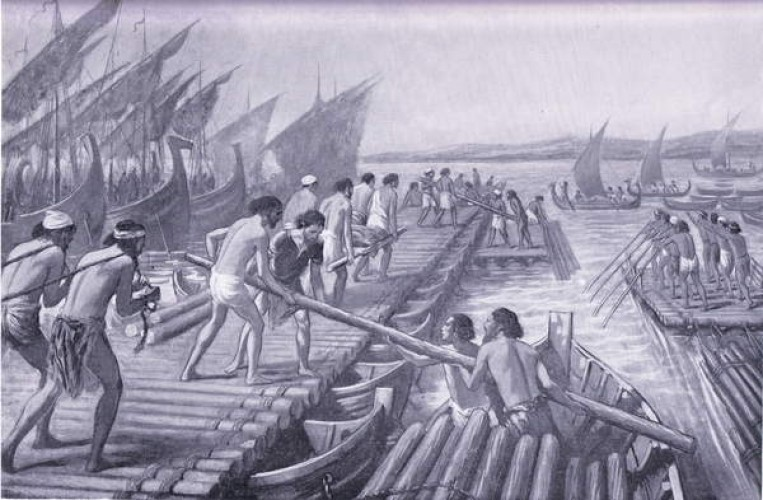
دریانوردان فینیقی درحال ساختن پل بر روی آب.

با نوآوری خشایارشا پلی از کرجی‌ها بر روی داردانل (هلس پونت)، به دست اندازه‌گیران مصری، فنیقی و (لبنانی) ساخته شد که نیروی زمینی ایران توانست از روی آن گذشته و به خاک یونان درآید. یونانی‌ها که در برابر این تندآب سپاه، ستیزه‌جویی را بیهوده یافتند در مقدونیه و تسالی (در کانون یونان) هیچ ایستادگی نشان ندادند و تا آن جا که در خود آتن هم دربارهٔ جنگ دودلی و لغزش در میان بود ولی کسی از آتن به نام تمیستوکل گام پیش نهاده مردم را به جنگ و افزار آرایی آن برانگیخت، سرانجام پشتیبانان جنگ پیروز شدند و شهرهای دیگر یونانی هم که اسپارت و سی شهر دیگر از آن میان بودند، به دشمنی ایران در یک هم‌پیمانی یونانی درآمدند.

### نبرد ترموپیل

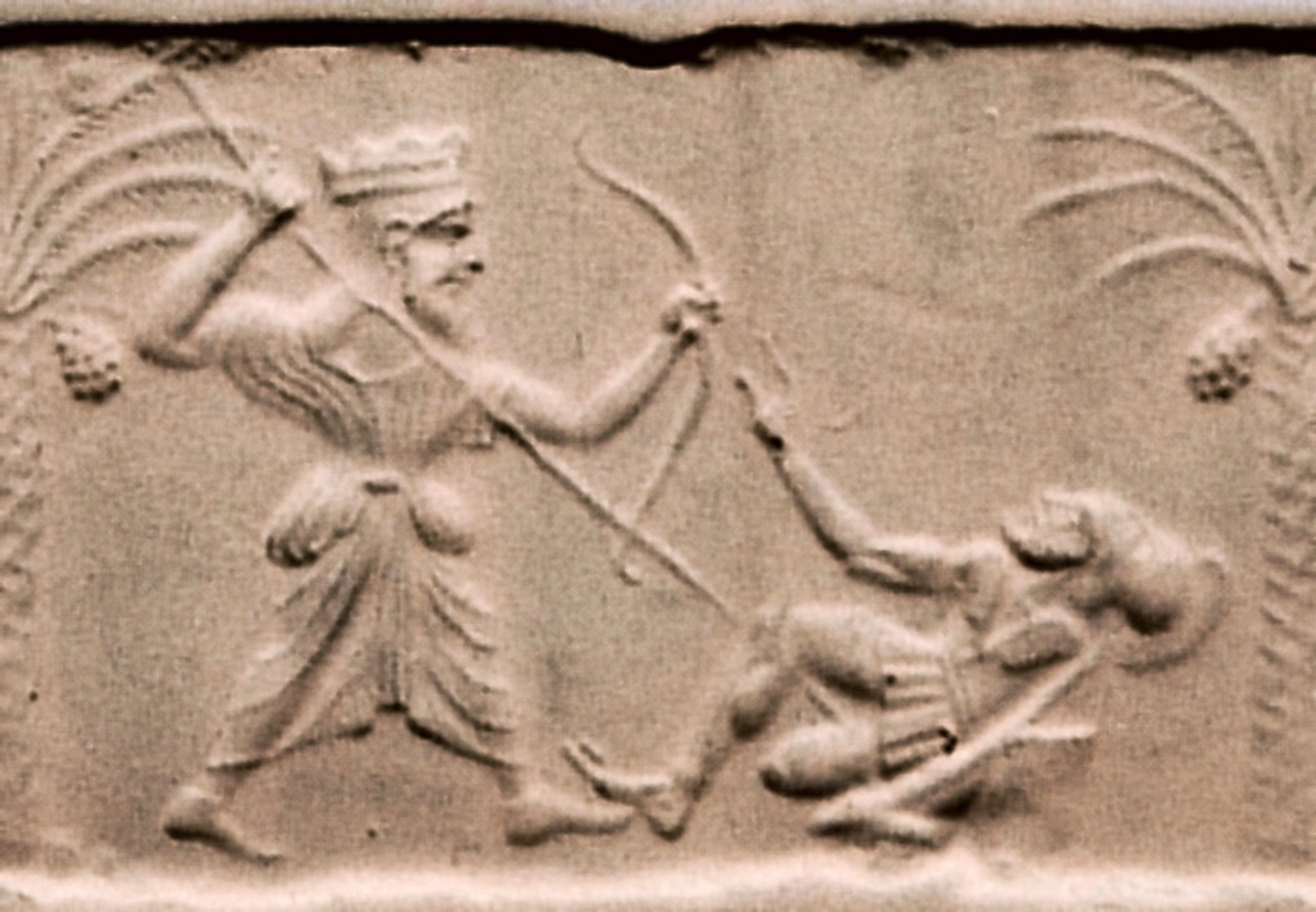
نقش برجسته یک شاه هخامنشی درحال کشتن یک هوپلیت یونانی. برگرفته از یک مهر استوانه‌ای، مربوط به دوران خشایارشا، در موزه متروپولیتن نیویورک.

نخستین جنگ از دومین سری جنگ‌های ایران و یونان نبرد ترموپیل بود. چون یونانیان می‌دانستند که در دشت گسترده از پس سپاهیان سواره ایران برنخواهند آمد، نیروهای یونانی در تنگهٔ ترموپیل باریکه‌ای میان کوه و دریا در چشم به راه دشمن نشستند. در نبرد ترموپیل فرماندهی نیروی زمینی یونان با لئونیداس پادشاه اسپارت بود و فرمان‌دهی نیروی دریایی را آوری بیاد بر دوش داشت.
در آغاز جنگ در دریا درگرفت که از برای بادهای تندی که وزید برنامه‌های جنگی ایران کارساز نیفتاد و نبرد دریایی بدون این که برآیند صددرصد داشته باشد، پایان یافت. در این هنگام نیروی ایران که از راه خشکی پیش می‌آمد به تنگهٔ ترموپیل رسید و به سپاه لئونیداس برخورد. گذر از تنگه برای سپاه سترگ خشایارشا شدنی نشد ولی فرماندهٔ سپاه ایران از یک کوره‌راه، خود را به پشت سپاه یونانی رساند و سپاه یونانی پراکنده شد و تنها لئونیداس سردار و پادشاه اسپارتی و یک دستهٔ اندک از کسان اسپارت که او خویشتن برگزید، در آنجا پایداری از خود نشان دادند و خود را به کشتن دادند، تا مردمشان بتوانند پشت بنشینند.

### گشایش آتن
پس از گشایش ترموپیل، آتن نیز در معرض یورش بود و آتنی‌ها ناچار همراه زنان و کودکان خویش، به سوی آبخوست سالامیس در جنوب آتن روانه شدند.

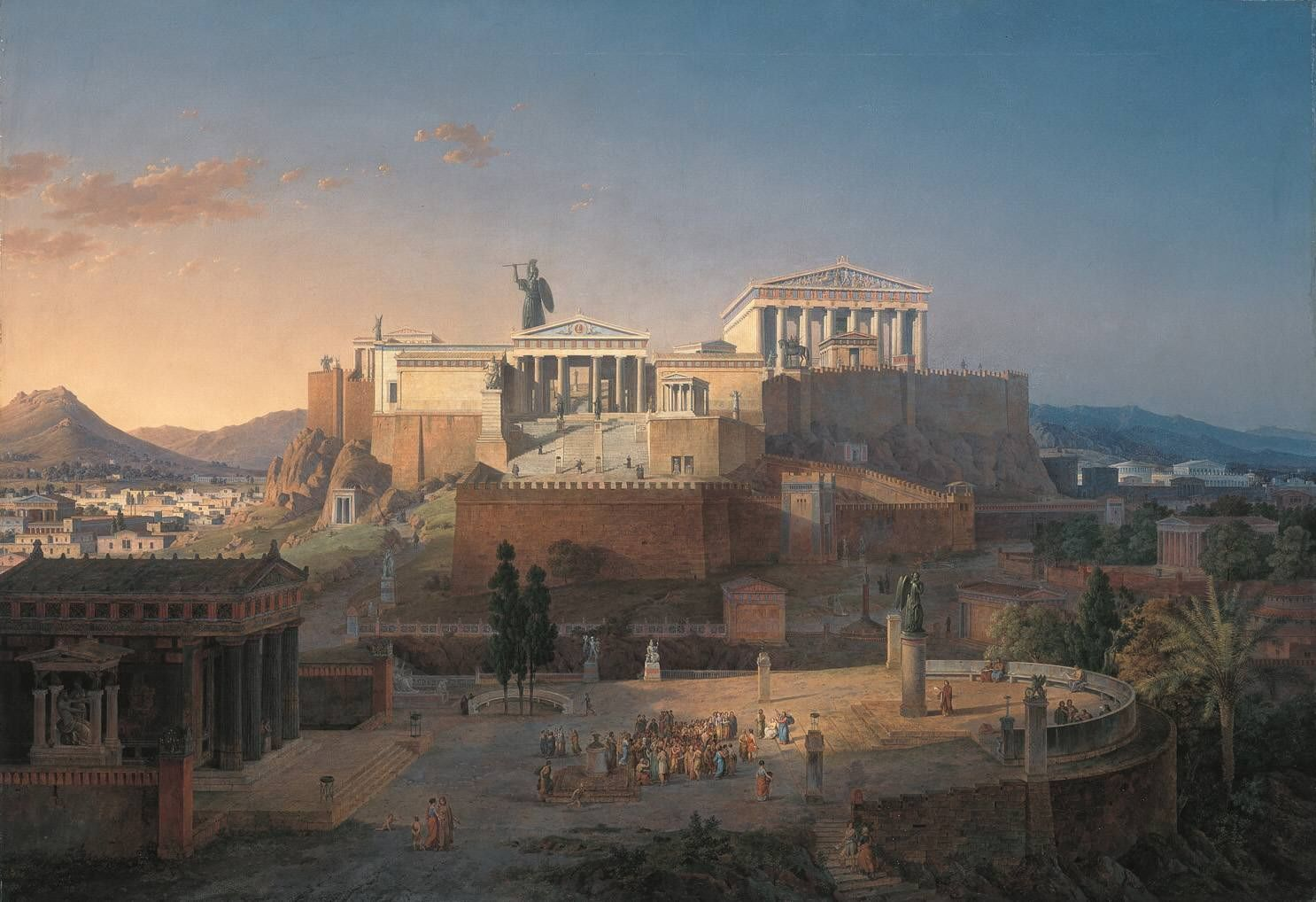
«آکروپولیس» اثر لئو فن کلنتسه.

پس از اینکه خشایارشا به آتن درآمد اردوگاه خود را در بیرون آتن برپا کرد. وی می‌دانست که یونانیان در پلوپونز در جنوب یونان ارتشی دارند و پیش‌بینی می‌کرد که آن ارتش به آتن بیاید و وی را در آن شهر در چنبره اش بگیرد. این بود که ارتش ایران را در برون از آتن گرد آورد. پس از درآمدن به شهر، خود خشایارشا همراه با گارد جاوید در ساختمان «پوله ته ریوم» که ساختمان مجلس سنای آتن بود ماند. روزی که ارتش ایران به آتن درآمد در آن شهر حتی یک کس هم به چشم نمی‌خورد، ولی ساختمان آکروپل پر از مردمانی بود که به آن پناه برده بودند تا خدای آتنه که خدای آتن بود از آنها نگاهداری کند. همین هم شد و خشایارشا فرمود که کسی آنها را نیازارد. آنهایی که در آکروپل گرد آمده بودند کسانی بودند که نتوانسته بودند خود را از آتن دور کنند، برخی از آنها از روی کمبود ترابرها و برخی از روی نداشتن دارایی در پرستشگاه بزرگ بست نشسته بودند. به امید این که الهه آتنا، آتنیان را خواهد رهانید، از همین روی خشایارشا از یورش به آکروپل و کسانی که در آن بودند بازایستاد. خشایارشا می‌دانست آنهایی که در آکروپل نشسته‌اند از نبود خواربار به تنگ خواهند آمد و به آنها آزادی داد که از آنجا برون آیند و برای خود خوراک فراهم آورند.

### نبرد سالامیس
پس از گشودن آتن اگر ایرانیان خودشان دست به جنگ نمی‌زدند، داستان پایان یافته بود و یونانی‌ها جز گردن نهادن چاره‌ای نداشتند. به راستی به جنگ دیگری نیاز نبود، چرا که نیروی دریایی ایران در آن هنگام بر دریاها چیره بود. با این همه، در دریا نیرنگ تمیستوکل نیروی دریایی ایران را در تنگنای گذرگاه سالامیس به یک جنگ بی‌پروا واداشت و تنگی جا و میدان کار آسیب و کشته‌های بسیاری را برای این ناوگان سترگ به بار آورد.
پس از گشایش آتن، یونانیان به مشورت نشستند. یکی از بزرگان آتن به نام تمیستوکل باور داشت که در آبخوست سالامیس به پدافند بپردازند. نامه‌ای به پادشاه ایران نوشت و خود را از هواداران ایران نشان داده گفت که چون سپاهیان یونان می‌خواهند بگریزند هنگام آن است که سپاه ایران آنان را یک‌سره نابود کند. خشایارشا پیغام را راست انگاشته، ناوگان مصری فرمانبردار ایران، آبخوست پنسیلوانیا را گرفت. یونانیان در آبخوست سالامیس گیر افتادند و از این روی گفتند یا باید در همین‌جا پایداری کنیم یا نابود شویم و این همان چیزی بود که تمیستوکلس می‌خواست.
هرودوت دربارهٔ فرماندهان نیروی دریایی ایران چنین نوشته است، از میان فرماندهان یک فرمانده برجسته به نام بانو آرتمیس هست که از یاد نامش نتوان خودداری کرد. به نگر من بسیار دور و شگفت‌انگیز می‌نماید که این بانو پاد یونان برخاست. پس از مرگ شوهرش فرمان‌روایی کاریا به دستش افتاد و خود با اینکه پسر بزرگی داشت و نیازی به یاری او در جنگ نبود، خود در نیروی دریایی خشایارشا انبازید و ازخودگذشتگی‌ها کرد. هیچ‌کدام از فرماندهان پیرو ایران به اندازهٔ او به خشایارشا کنکاش درست نداده و راه‌نمایی گران‌بها نکرد. پیش از جنگ سالامیس همهٔ فرماندهان ایران، رایشان با درگیری با نیروی دریایی یونان بود مگر نگر یک تن و آن رای دیگر را آرتمیس داد.
نیروی دریایی ایران در نبرد سالامیس پاد کشتی‌های یونانی که آرایش رسته‌ای داشتند از روی تنگی جا ستونی یورش برد و ناگهان زیر آتش نیروهای دشمن جای گرفت. جنگ تا شب دنبال شد و در این جنگ بیش از نیمی از کشتی‌های ایران نابود شدند و بنابراین سپاه ایران پشت نشست. یونانیان که نخست از پیروزی خود آگاه نبودند، در بامداد روز پسین با شگفتی دیدند که از کشتی‌های ایرانی نشانی نیست.
در همین زمان خشایارشا پیام‌های بدی از ایران دریافت کرد و از این روی با سرداران خود کنکاشید. نگر مردونیه این بود که خود مردونیه با سیصد هزار سپاهی برای گشایش همهٔ یونان در این سرزمین بمانند و خشایارشا به ایران بازگردد. پادشاه پس از رایزنی با آرتمیس این نگر را پذیرفت و با بیش‌تر سپاه خویش به پارس بازگشت.

### نبرد پلاته
خشایارشا مردونیه را با شمار چشمگیری از نیروهایش در یونان به جای گذاشت که به گفتهٔ هرودوت سیصد هزار تن بوده‌اند. پژوهشگران معتقدند که شمار درست آنان نزدیک به صد هزار یا شصت هزار تن بوده است.مردونیه به یونانیان پیشنهاد داد که اگر از ایران فرمان پذیرند، در کارهای درون‌کشوری خویش آزاد خواهند بود؛ ولی آنان این پیشنهاد را نپذیرفتند. دوباره جنگی درگرفت و مردونیه آتن را بار دیگر شکست داد. سپس، در سال ۴۷۹ پیش از میلاد، در نزدیکی پلاته، صدهزار یونانی مقابل مردونیه قرار گرفتند و زد و خورد خونینی میان مردونیه و پوزانیاس (پائوزانیاس) رخ داد. در آغاز به نظر می‌رسید که ایرانیان پیروز هستند چرا که بی‌اندازه دلاوری کردند ولی این‌گونه نشد. مردونیه در آغاز جنگ، با تیری کشته شد و سپاه بی‌سردار ایرانی نبرد بی‌بهره‌ای را آغاز کردند که تنها سه هزار ایرانی از آن جان به در بردند.

### نبرد میکال
آخرین نبرد از دومین چرخهٔ جنگ‌های ایران و یونان نبرد میکال بود. بخشی از نیروی دریایی ایران هم که در نزدیکی دماغهٔ میکال (در جنوب غربی آسیای کوچک و روبروی جزیره ساموس) قرار داشت، در همین زمان به دست یونانی‌ها نابود شد. پس از آن شکست، دریای اژه که داریوش رسیدن به آن را برای نگهداری درهٔ نیل (مصر) لازم می‌شمرد نیز به دست یونانیان افتاد.
پژوهشگران بر این باورند که هر چند هر دو نبرد پلاته و میکال در ماه اوت سال ۴۷۹ پ. م روی داده‌اند، اما نبرد میکال (موکاله) بایست پس از جنگ پلاته رخ داده باشد.

## رویدادهای پس از جنگ با یونان
سرلشکر پوزانیاس (پائوزانیاس) برادرزادهٔ لئونیداس، به دلیل خردسالی پسر لئونیداس، سرپرست این شاهزاده بود و بر اسپارت فرمان می‌راند، پوزانیاس پنهانی با دربار خشایارشا چانه‌زنی می‌کرد. پوزانیاس می‌خواست ایران دوباره بر روند سیاسی یونان چیره شود. لو رفتن این چانه‌زنی‌ها، مایهٔ رسوایی و مرگ پوزانیاس، در سال ۴۷۰ پیش از میلاد شد.
تمیستوکلس پیروز آتنی نبرد سالامیس، پس از رانده شدن از آتن به دربار ایران در شوش پناه برد و شاید نخستین نام‌آور غربی است که در دربار ایران می‌توانست با زبان ایرانی سخن بگوید.
پس از پیش‌نشستن ایرانیان، یونانیان با به چنگ آوردن بسفور و داردانل به آنچه در افسانه‌های پهلوانی خویش در جنگ تروآ برای آن کوشیده بودند، دست یافتند. پس از چندین سال نیز به دارایی‌های ایران حمله کردند و برخی از آبخوست‌های غربی آسیای کوچک، چون قبرس را به چنگ درآوردند.

## چرایی‌های ناکامی ایرانیان بر یونانیان

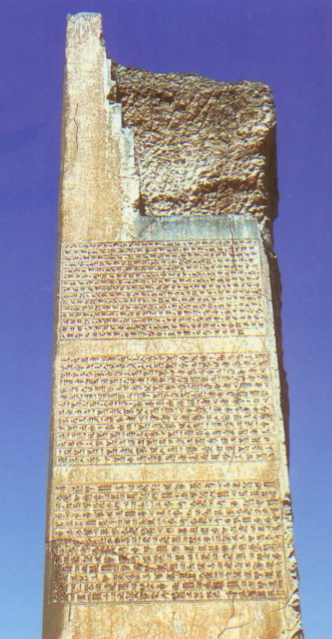
سنگ‌نبشتهٔ سه زبانی خشایارشا بر جرز باختری ایوان جنوبی کاخ تچر

تاریخ نویسان علت ناکامی ایرانیان را در گشایش همهٔ یونان چنین برمی‌شمرند:
1. پرهیز پذیر بودن این جنگ‌ها برای ایران: براستی ایران نیازی به این لشکرکشی‌ها نداشت. خشایارشا با سیاست‌های درست بهتر می‌توانست به خواسته‌اش برسد تا با جنگ‌ها و لشکرکشی‌های کلان.[۴۸][۴۹]
2. شمار بیش از اندازه سپاهیان ایران: هر چند بازگفت‌ها و شمارهای یونانی‌ها، در این باره آشکارا بسیار گزاف برمی‌آید.
3. درخور نبودن جنگ‌افزار ایرانیان در برابر جنگ‌افزارهای سنگین یونانیان: به جز گارد جاویدان، دیگر سپاه ایران ناورزیده بودند و ابزارهایی سبک همچون تبر داشتند.
4. ناهمواری جلگه‌های یونانی: سپاهیان سوارهٔ ایران به جنگ در جلگه‌های گسترده خو کرده بودند و نمی‌توانستند به سپاهیان پیاده در سرزمین کوهستانی و گذرگاه‌های تنگ یونان کمک کنند.
5. آغاز نبردی دیگر در سالامیس: این نبرد موجب ضعف ارتش و نیروی دریایی ایران شد.
6. انگیزهٔ بالای یونانیان: یونانیان مردمانی مستقل بودند و تن به فرمان‌برداری از ایران نمی‌دادند. در لشگریان ایران آن شور و از خودگذشتگی یونانی‌ها نبود. یونانیان برای دفاع از خانهٔ خود می‌جنگیدند و پیروزی هدف زندگانی‌شان بود.[۵۰]

## کشته شدن خشایارشا به دست اردوان

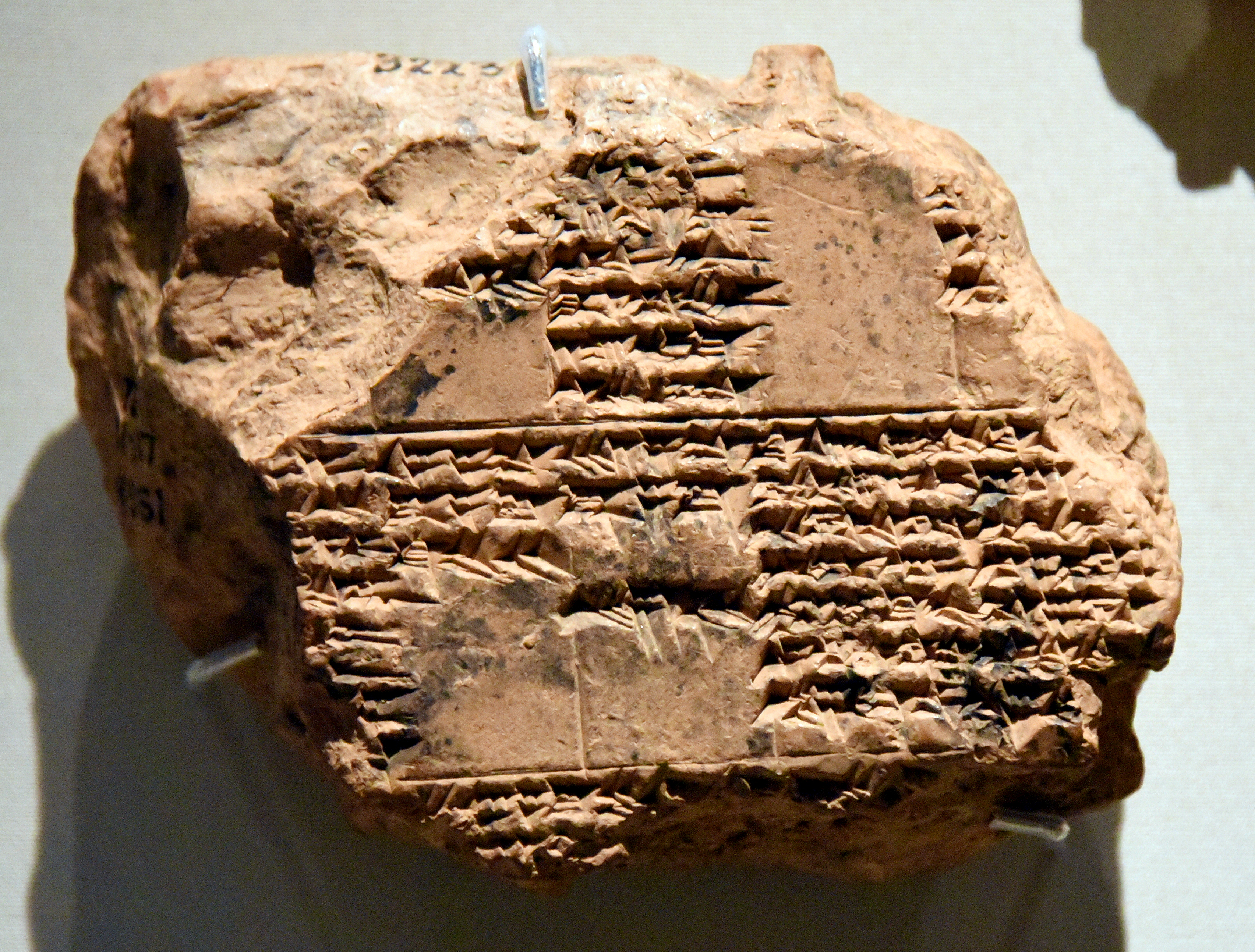
یک کتیبه کشف شده از بابل (در عراق امروزی) که به قتل خشایارشا اشاره دارد.

خشایارشا از ملکه آماستری شش یا هفت فرزند و از دیگر همسرانش پنج فرزند داشت. خشایارشا پس از ۲۰ سال پادشاهی، در اکتبر ۴۶۵ پیش از میلاد و در خوابگاه خویش به دست اردوان، رئیس گارد جاویدان و یک خواجه به نام میترا یا اسپنت‌میترا که با یکدیگر هم‌دست شده بودند، کشته شد. سپس اردوان با دسیسه‌ای دیگر باعث مرگ پسر بزرگ خشایارشا به نام داریوش شد. چون پسر دوم پادشاه، ویشتاسپ (استاندار باکتریه) نیز از پایتخت دور بود، اردوان پارسی چند ماه نیابت سلطنت پادشاه را برعهده داشت. او به‌طور موقت، اردشیر، پسر سوم خشایارشا را بر تخت نشاند. اردوان و پسرانش می‌خواستند با رسیدن زمان مناسب اردشیر را نیز از میان بردارند، ولی اردشیر از این نیرنگ آگاه شد و پیش‌دستی کرد. در پی یک زدوخورد درونی که در چهار دیوار پرده‌سرا درگرفت، اردشیر، اردوان و پسرانش را کشت و خود را شاهنشاه خواند.

## نشانه‌های باستانی به‌جامانده از خشایارشا
از خشایارشا آثار و کتیبه‌های بسیاری باقی مانده است:
خشایارشا در تخت جمشید که به دستور پدرش داریوش ساخته شده بود کاخ‌های دیگری ساخت یا به اتمام رساند که بر بزرگی و شکوه این گنجینهٔ باستانی افزود.

### کاخ هدیش

نمایی از کاخ هدیش - تخت جمشید

کاخ هدیش یا کاخ ویژه خشایارشا در شرق کاخ ه در کوشک شاهی تخت جمشید جای دارد. به گواهی سنگ نبشته‌های کاخ هدیش، این سازه به دستور خشایارشا و برای خود و یکی از همسرانش هدیش نام (هدسه) ساخته شده است. او در یک سنگ نبشته این ساختمان را هدیش خوانده گرچه در نبشته‌ای دیگر، آن را تچر نامیده است.
کاخ هدیش بر سینه سنگ و در جنوب سکّو ساخته شده و پایه آن در برابر ترازِ دشت نزدیک به ۱۸ متر بلندتر است. راستای درازنای کاخ، شرقی_غربی بوده و گستره آن نزدیک به ۲۵۵۰ متر مربع (۴۰ در ۵۵) متر است. یک پلکان دو سویه در غرب و یکی دیگر در شمال شرقی، آن را به ترتیب به حیاط کاخ تچر و حیاط کاخ سه در می‌پیوندد.
در سرتاسر جنوب کاخ، بالا خانه یا ایوانی با لبه کنگره‌دار است که از دو سوی شرق و غرب از راه پلکان‌های باریکی به درون بخش غربی شبستان راه داشته است. پلکان باختری هنوز پابرجاست گرچه پلکان شرقی که آجری بوده، از میان رفته است و علیرضا شاپور شهبازی باستان‌شناس ایرانی آن را در سال ۱۳۵۷ آن را به سیمای آغازینش بازسازی کرد. بخش بزرگتر کاخ، یک تالار میانی چهارگوش دربرگیرنده شش رج ستون ۶ تایی بوده است. در شمال این تالار ایوانی ۱۲ ستونی (دو رج ۶ تایی) بوده که با دو درگاه بزرگ به تالار راه می‌یافته و یک در دیگر، تالار را به بالا خانه باریک جنوبی می‌پیوسته است. در دو سوی شرقی و غربی تالار، دو دستگاه ساختمان، دربردارنده سرای نگهبانان، اتاق چهار ستونی، کفش کن و برج نگهبانی بوده و پلکان شمال خاوری، را به کفش کن شرقی راهنمایی می‌کرده است. بر درگاه‌های بزرگ، نقش خشایارشا، با تاجی ساده و بی کنگره دیده می‌شود. برخی مورخان یونانی گفته‌اند اسکندر مقدونی آتش زدن تخت جمشید را از این کاخ آغاز کرده است.

### کاخ صدستون

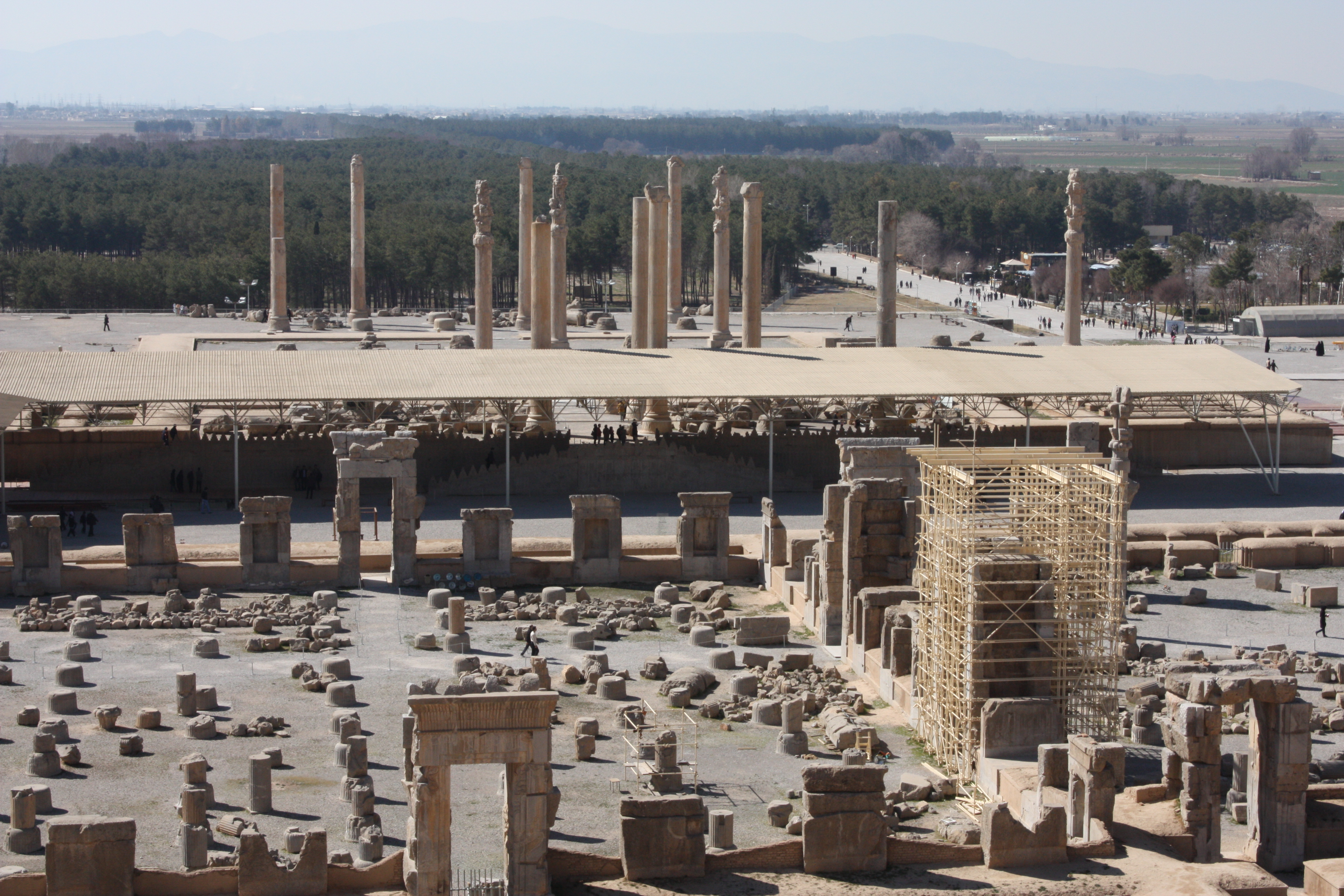
کاخ صد ستون

کاخ صدستون دومین کاخ وسیع تخت جمشید است که در شرق حیاط کاخ آپادانا قرار دارد. تالار مرکزی ۱۰۰ ستون (۱۰ در ۱۰) داشته است و از این روی به اسم صدستون مشهور است. برخی باستان‌شناسان آن را تالار تخت نامیده‌اند زیرا یک بنای صد ستونی دیگر اما بسیار خردتر در میان خزانه تخت جمشید موجود است ولی چون نام صدستون بسیار معروف و از دیرباز متداول بوده است در کتاب‌ها به این نام به کار می‌رود. از همه سرستون‌های تالار، تنها دو عدد باقی مانده بود که آن‌ها را در دهه ۱۹۳۰ میلادی به شیکاگو برده‌اند.

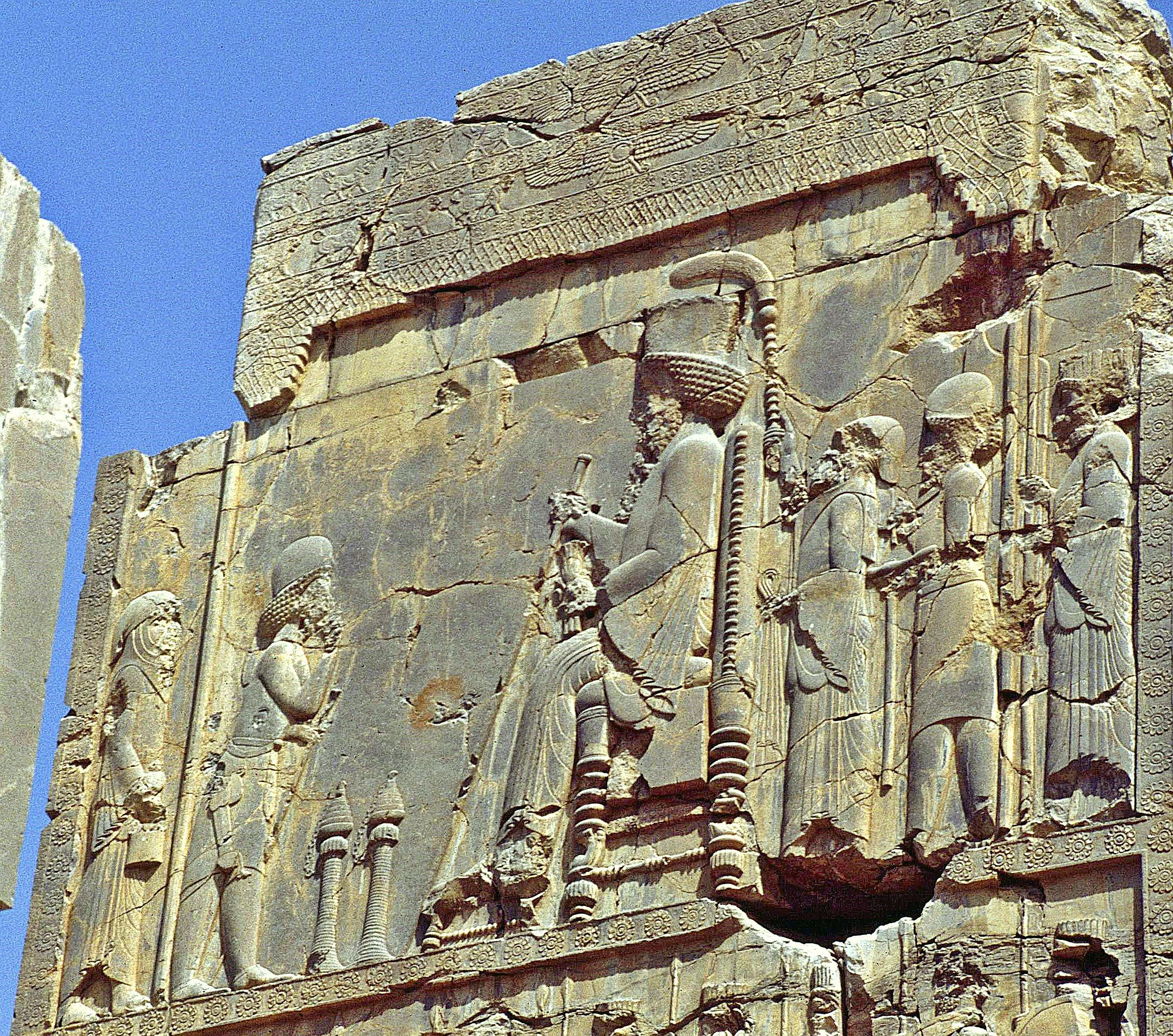
سنگ نگاره مجلس بارعام شاهی بر فراز جرز درگاه شمالی تالار سد ستون

### کاخ ه
کاخ ه یا کاخ H (مشهور به کاخ اردشیر یکم) یکی از کاخ‌های تخت جمشید است که در جنوب‌غربی تخت‌گاه و در غرب کاخ هدیش قرار گرفته است. پلکان منقوشی که از دو جانب به این کاخ راهبر است، اکنون حالتی نیمه ویران دارد. پلکان اصلی به گواهی قطعه مکتوبی که از آن به جای مانده، به بنایی تعلق دارد که خشایارشا آغاز و اردشیر یکم آن را تمام کرده است. لبه غربی و جنوبی بنای اصلی دارای کنگره‌ای بوده که حالت شاخ و سر گاو نری را داشته است. تیلیا مرمت‌گر تخت جمشید و همسرش چند عدد از این کنگره‌ها را در پایین تخت‌گاه از زیر خاک بیرون آورده و سر جایشان نصب کرده‌اند. تعبیر این کنگره‌های کله گاوی روشن نیست و این که جان‌پناه بوده‌اند یا نماد، هنوز نامشخص است.

### سنگ‌نبشته کاخ دروازه کشورها
سنگ‌نبشته کاخ دروازه کشورها در دیواره‌های کاخ دروازه کشورها، بالای چهار پیکر بزرگ حیوانات و در تخت جمشید قرار دارد. این کتیبه‌ها در ۴ سری و در ۳ زبان در این کاخ نقر شده است. چیدمان کتیبه‌ها به نحوی است که در هر ۴ سری، متن بابلی به سمت اندرون کاخ و بنا، متن پارسی در میان دو زبان دیگر و متن ایلامی در جهت خارجی و بیرونی دروازه حک شده است. ستایش اهورامزدا، معرفی خشایارشا و خاندان او، ثبت ساخت و تکمیل کاخ دروازه کشورها، موضوع کتیبه‌ها را تشکیل می‌دهد. این سنگ‌نبشته‌ها به فرمان خشایارشا ایجاد شده است.

### سنگ‌نبشته‌های گنج‌نامه

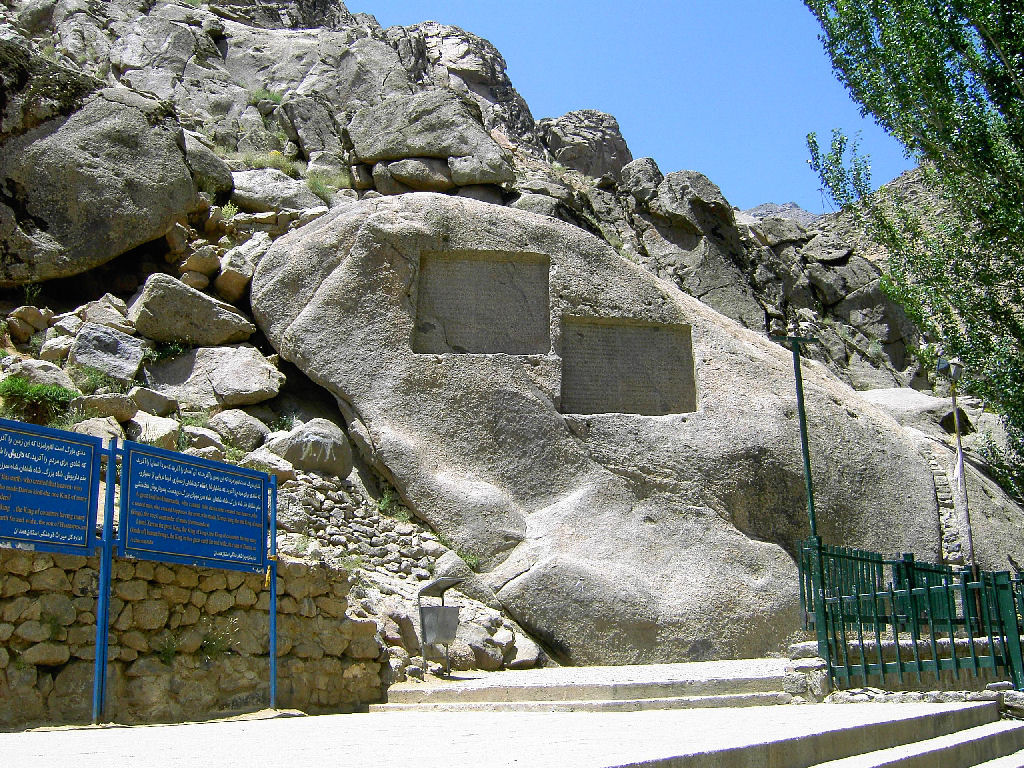
سنگ‌نبشته‌های گنج‌نامه. همدان

سنگ‌نبشته‌های گنج‌نامه نوشتارهایی از دوران داریوش و خشایارشای هخامنشی است که بر دل یکی از صخره‌های الوند در فاصله ۵ کیلومتری غرب همدان و در انتهای درهٔ عباس‌آباد حکاکی شده است. کتیبه‌ها هر کدام در سه ستون ۲۰ سطری به زبان‌های پارسی باستان، زبان ایلامی و بابلی نو نوشته شده‌اند. متن پارسی باستان در سمت چپ هر دو لوح جای گرفته است و پهنایی معادل ۱۱۵ سانتی‌متر دارد. متن زبان ایلامی در وسط هر دو کتیبه نوشته شده و متن بابلی نو در ستون سوم قراردارد.
او در سنگ‌نبشتهٔ گنج‌نامه می‌نویسد:

خدای بزرگ است اهورامزدا، بزرگ‌ترین خدایان است که این زمین را آفرید، که آن آسمان را آفرید، که مردم را آفرید، که برای مردم شادی آفرید، که خشایارشا را شاه کرد، یگانه از میان شاهان بسیار، یگانه فرمان‌روا از میان فرمان‌روایان بی‌شمار. من خشایارشا، شاه بزرگ، شاهِ شاهان، شاهِ کشورهای دارای مردمان بسیار، شاه این سرزمین بزرگِ دوردستِ پهناور، پسر داریوش شاه هخامنشی.

### سنگ‌نبشته خشایارشا - وان ترکیه

سنگ‌نبشته خشایارشا - وان ترکیه.

سنگ‌نبشتهٔ خشایارشا در نزدیکی دریاچه وان ترکیه، بر فراز صخره‌ای و در ارتفاع ۲۰ متری از سطح زمین و در نزدیکی یک قلعه واقع شده است. این کتیبه در اصل توسط داریوش بزرگ آماده شده است اما به دلائلی تکمیل نشده و خالی رها شده است؛ اما خشایارشا، در دوران زمامداری خود آن را تکمیل کرده و به یادگار گذاشته است. این کتیبه ۲۷ سطر و ۳ ستون دارد و از چپ به راست و به سه زبان پارسی باستان، اکدی و ایلامی نوشته شده است.

## آرامگاه خشایارشا - نقش رستم

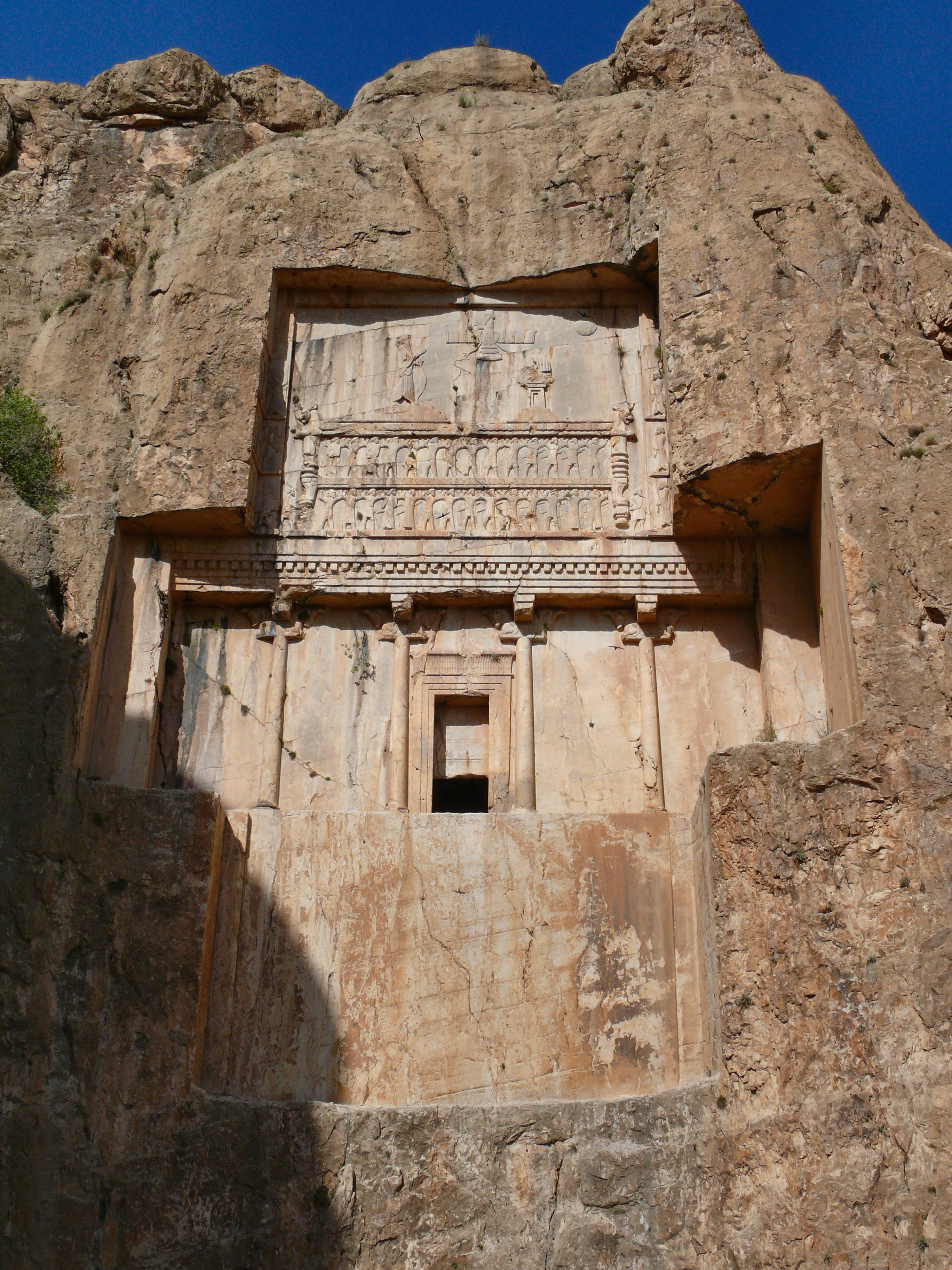
آرامگاه خشایارشا در نقش رستم

## نگارخانه

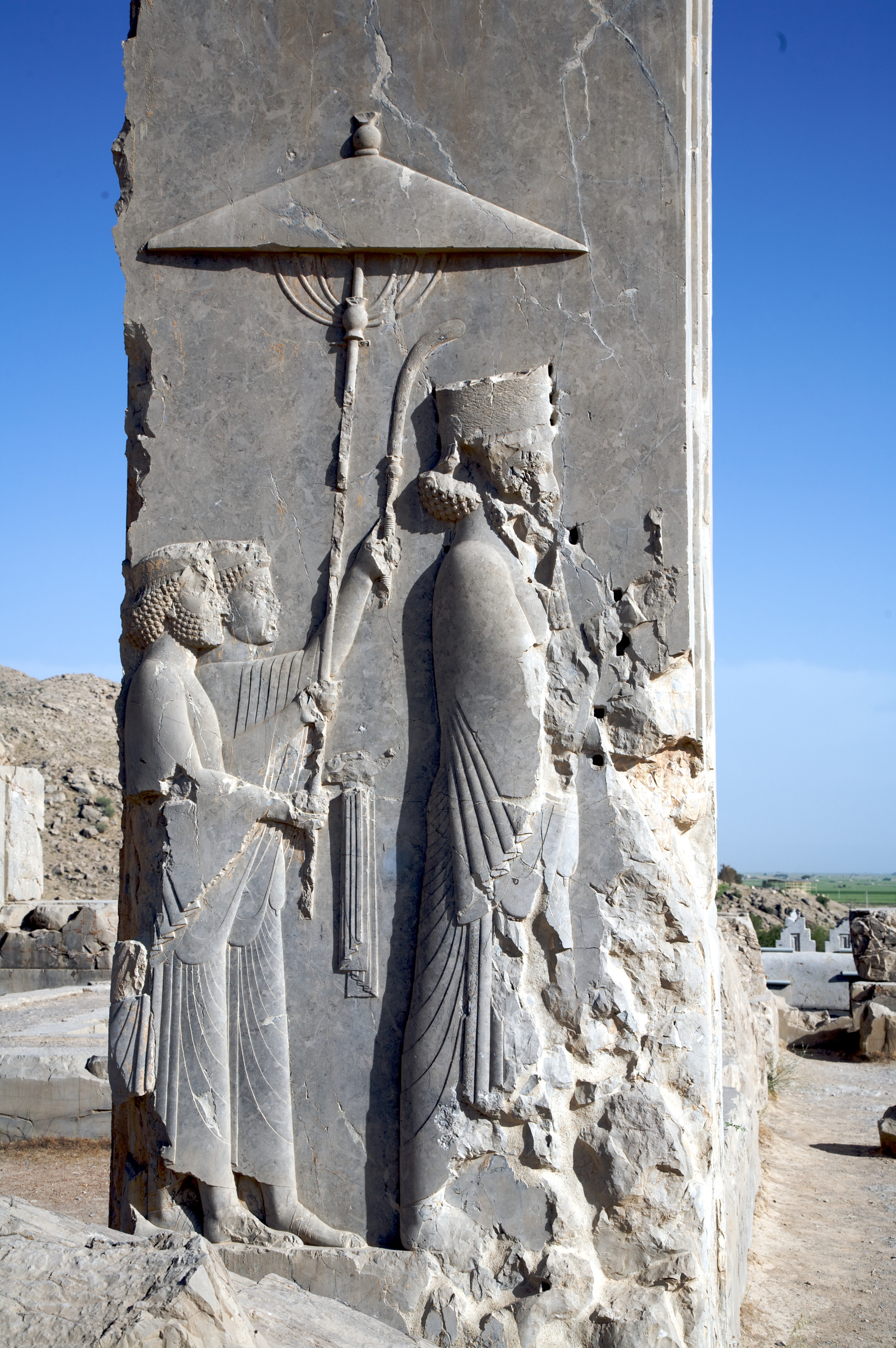
سنگ‌نگارهٔ خشایارشا در کاخ هدیش، پارسه
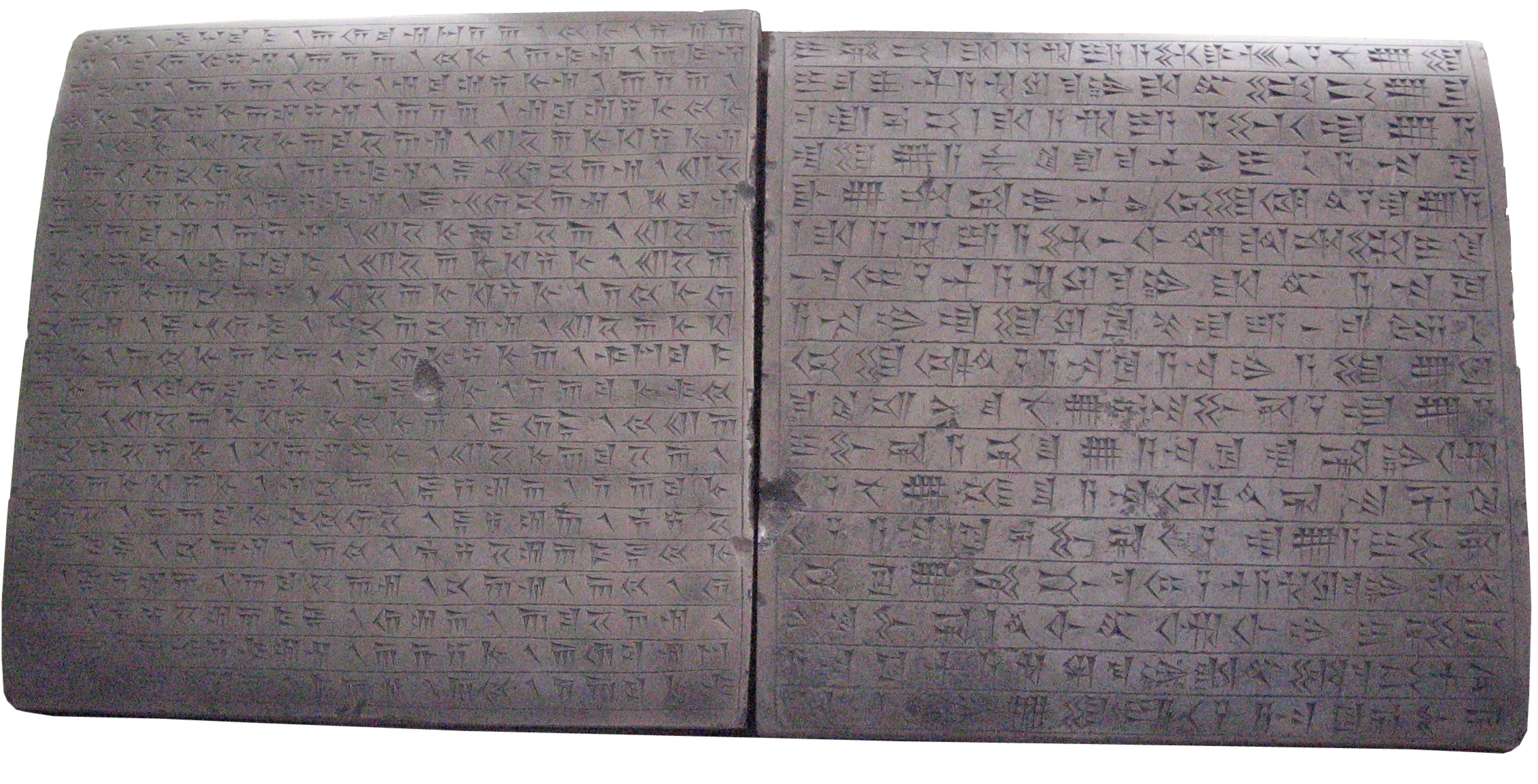
سنگ‌نبشتهٔ دو زبانه از خشایارشا در تخت جمشید
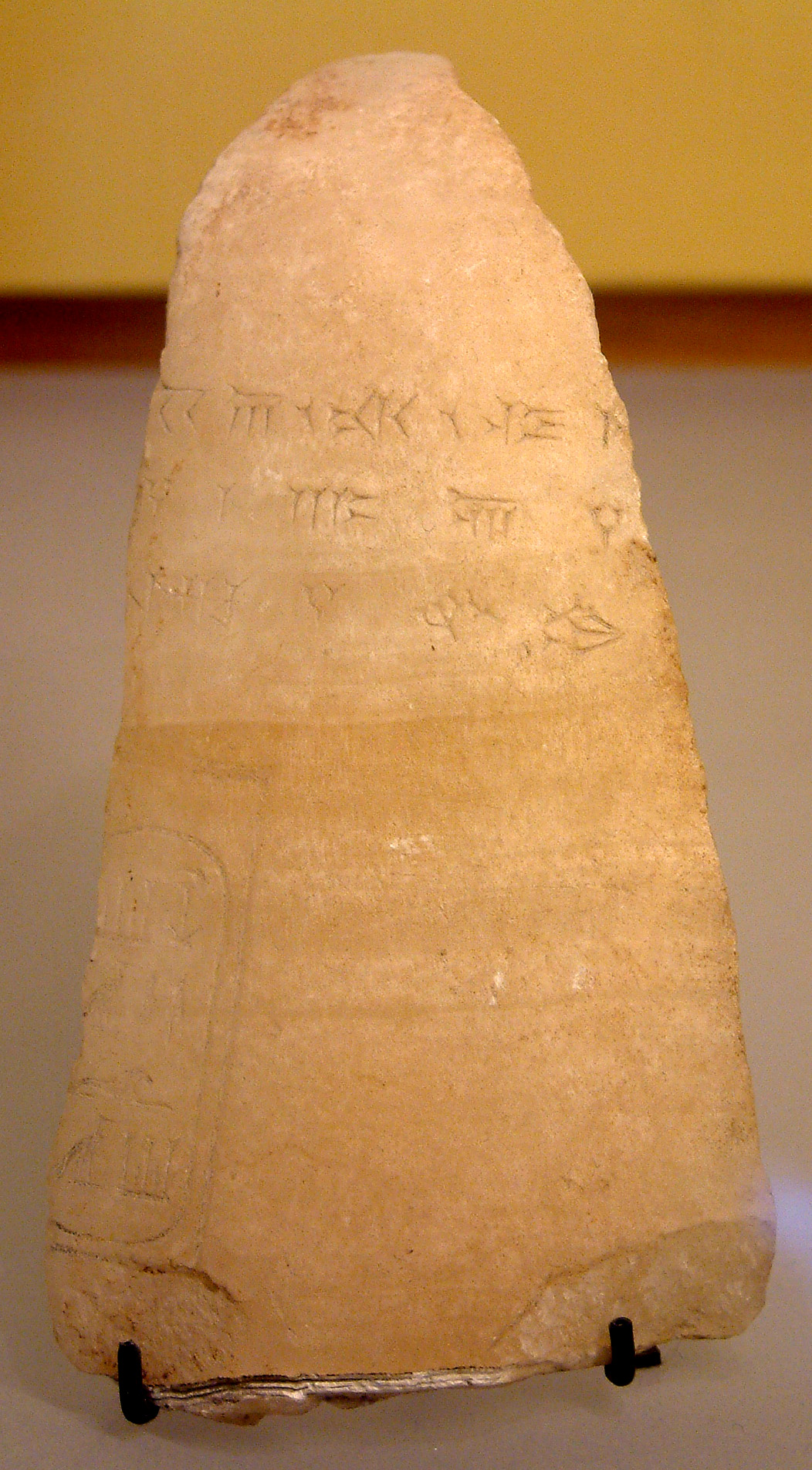
تکهٔ یک سفال شکسته با بخشی از نام خشایارشا که برروی آن کنده شده است. موزه لوور.